# 1685 au théâtre
| Années du théâtre : 1682 - 1683 - 1684 - 1685 - 1686 - 1687 - 1688    |
| Décennies du théâtre : 1650 - 1660 - 1670 - 1680 - 1690 - 1700 - 1710 |

## Pièces de théâtre représentées
- 8 février : Andronic de Campistron, Paris, Comédie-Française.
- 13 février : L'Usurier de Thomas Corneille et Jean Donneau de Visé, Paris, Comédie-Française.
- 26 février : Arlequin chevalier du soleil de Fatouville, Paris, Comédie-Française.
- 3 mars : Le Rendez-vous des Tuileries ou le Coquet trompé de Michel Baron, Paris, Comédie-Française.
- 8 juin : Colombine avocat pour et contre de Fatouville et Le Notaire obligeant de Dancourt, Paris, Comédie-Française.
- 6 juillet : Les Enlèvements de Michel Baron, Paris, Comédie-Française.
- 23 juillet : Le Florentin de Jean de La Fontaine et Champmeslé, Paris, Comédie-Française.
- 1er août : Angélique et Médor de Dancourt, Paris, Comédie-Française.
- 10 septembre : Isabelle médecin de Fatouville, Paris, Comédie-Française.
- 13 décembre : Les Façons du temps de Saint-Yon, Paris, Comédie-Française.
- 28 décembre : Alcibiade de Campistron, Paris, Comédie-Française.

## Naissances
- 10 février : Aaron Hill, auteur dramatique et directeur de théâtre anglais, mort le 8 février 1750.
- 30 juin : John Gay, poète et dramaturge anglais, mort le 4 décembre 1732.

## Décès
- 28 mars : Guillaume Marcoureau, dit Brécourt, acteur et auteur dramatique français, né à Paris le 10 février 1638.